# Limnonectes poilani
Espèce
Synonymes
- Rana kohchangae poilani Bourret, 1942

Statut de conservation UICN

 LC  : Préoccupation mineure
Limnonectes poilani est une espèce d'amphibiens de la famille des Dicroglossidae.

## Répartition
Cette espèce se rencontre dans le sud du Viêt Nam et dans l'est du Cambodge,.

## Étymologie
Cette espèce est nommée en l'honneur d'Eugène Poilane.

## Publication originale
- Bourret, 1942 : Les Batraciens de l'Indochine. Hanoi, Institut Océanographique de l'Indochine.